# Пахнюк, Пётр Владимирович
Пётр Пахнюк (азерб. Petro Paxnyuk; род. 26 ноября 1991, Киев) — украинский гимнаст, чемпион Европы 2020 года в командном первенстве, трёхкратный серебряный призёр Всемирной Универсиады 2013 и 2017 годов, двукратный бронзовый призёр Европейских игр. Был членом сборной Азербайджана по спортивной гимнастике, представлял Азербайджан на летних Олимпийских играх 2016 в Рио-де-Жанейро, затем вернулся на Украину и выступает за сборную Украины. В марте 2017 года стал чемпионом Украины.

## Биография
Пётр Пахнюк родился 26 ноября 1991 года в семье военного. На гимнастику Петра отвёл отец.
В 2013 году Пахнюк стал серебряным призёром Всемирной Универсиады в Казани. За достижение высоких спортивных результатов на Универсиаде в Казани, проявленные самоотверженность и волю к победе, повышение международного авторитета Украины Президент Украины Виктор Янукович постановил наградить Петра Пахнюка орденом Данилы Галицкого. В мае 2014 года сменил гражданство, начав выступать за сборную Азербайджана.
В 2015 году на первых Европейских играх в Баку азербайджанская команда, в состав которой входили Олег Степко, Эльдар Сафаров и Петр Пахнюк, набрала 174,195 балла, заняв в итоге третье место. 29 июня Президент Азербайджана Ильхам Алиев подписал распоряжения о награждении победителей первых Европейских игр и лиц, внесших большой вклад в развитие спорта в Азербайджане. Пётр Пахнюк за большие достижения на первых Европейских играх и заслуги в развитии спорта в Азербайджане был удостоен медали «Прогресс». Награждён бронзовой медалью Азербайджанской федерации гимнастики.
В апреле 2016 года на тестовом турнире в Рио-де-Жанейро Пахнюк завоевал путёвку на Олимпийские игры 2016 года.